# برايدن ديفيدسون
برايدن ديفيدسون (بالإنجليزية: Brayden Davidson)‏ هو منافس ألعاب قوى أسترالي، ولد في 25 أكتوبر 1997.

## روابط خارجية
- برايدن ديفيدسون على موقع النتائج التاريخية لألعاب القوى الأسترالية (الإنجليزية)
- برايدن ديفيدسون على موقع Paralympic.org (الإنجليزية)
- برايدن ديفيدسون على موقع IPC.InfostradaSports.com (مؤرشف) (الإنجليزية)
- برايدن ديفيدسون على موقع اللجنة البارالمبية الأسترالية (الإنجليزية)